# 劉重慶
劉重慶（1582年—1632年），字耳枝，號幼孫，山東萊州府掖縣人，民籍，明朝官員。

## 生平
丙午山東鄉試第四十名舉人，萬曆三十八年庚戌科會試二百三十五名，第三甲第四十五名進士。禮部觀政，授直隸河間府獻縣知縣，四十四年丁憂。升四川道監察御史。天启时，忤魏忠贤，斥为杨左党人，免官归里。以草书行世，得之者以为荣。崇祯初起复，终户部右侍郎。孔有德反，三疏请兵救援，未果。郁愤成疾，卒。

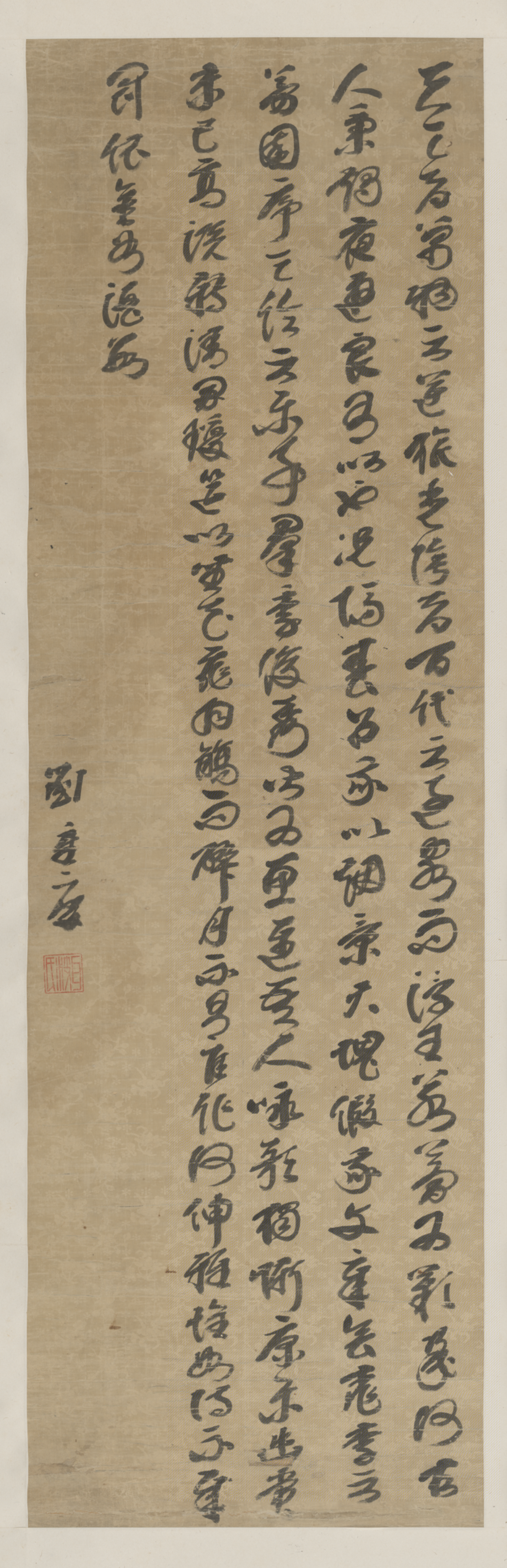
刘重庆草书李白《春夜宴桃李園序》（北京故宫博物院藏）

## 家族
曾祖劉廷相；祖劉繼科，廩生；父劉翰儒，貢元、勅封文林郎獻縣知縣、鄉飲正賓；母周氏（勅封孺人）。具慶下。弟餘慶（生員）；長慶；興慶；安慶；積慶；衍慶；篤慶。子劉連城。